# Tamsin Egerton
Tamsin Egerton   (Hampshire, 26 de novembre de 1988) és una actriu i model anglesa coneguda pel seu paper de Chelsea Parker a Supercanyeres (2007), Holly Goodfellow a Secrets de família (2005) i reina Ginebra a la sèrie de televisió Camelot (2011).

## Biografia

### Infantesa i formació
Egerton va començar la seva carrera com a actriu als sis anys, seguint els passos de la seva germana gran, Sofia, en un teatre juvenil local, dient, "Tota la raó per la qual estic actuant ara és perquè volia fer el que la meva germana gran estava fent". Un any més tard, va aparèixer en una producció musical de The Secret Garden de la Royal Shakespeare Company, interpretant Mary. Egerton va assistir a l'escola Ditcham Park prop de Petersfield a Hampshire, on ella diu que va ser assetjada.
Va afegir que sovint feia campana i anava a fer de model; "Jo sempre vaig fer campana. Estava fent de model així que anava a les sessions i deia que estava malalta." Després d'acabar l'escola, Egerton va seguir actuant en lloc d'anar a l'institut i després a la universitat, dient, "A l'escola dramàtica, els agrada separar-te i reconstruir-te, però no vull canviar ara."

### Carrera professional
Altres crèdits cinematogràfics d'Egerton inclouen Sarah a Driving Lessons (2006) juntament amb Rupert Grint i Flora a Knife Edge (2008). Havia d'aparèixer com Katrina a Eragon, però les escenes en les quals va aparèixer van ser eliminades del tall final. Egerton va protagonitzar com a princesa Elenora la sèrie de televisió infantil Sir Gadabout: The Worst Knight in the Land. El 2001, va interpretar Morgana de jove a la minisèrie de televisió The Mists of Avalon.
També ha aparegut a l'escenari, en la versió musical del RSC de The Secret Garden. El 2009 va aparèixer en la seqüela de Supercanyeres, St Trinian's II: The Legend of Fritton's Gold. El 2011 va aparèixer a Chalet Girl al costat de Felicity Jones, Ed Westwick i Bill Nighy, interpretant-hi Georgie. En el seu segon paper artúric, Egerton va interpretar Ginebra en l'adaptació de 2011 de la llegenda artúrica, Camelot.

## Vida personal
Va viure a Hampstead amb el productor teatral Jamie Hendry.
El 2013 es va saber que Egerton i l'actor estatunidenc Josh Hartnett estaven en una relació. Un representant de Hartnett va dir el 2 de desembre de 2015 que el seu primer fill havia nascut feia poc. La parella va tenir el seu segon fill l'agost de 2017.

## Filmografia

### Pel·lícules
| Any  | Títol                                        | Paper                             | Notes        |
| ---- | -------------------------------------------- | --------------------------------- | ------------ |
| 2005 | Secrets de família                           | Holly Goodfellow                  |              |
| 2006 | Driving Lessons                              | Sarah                             |              |
| 2007 | Earthquake                                   | Zoë                               | Curtmetratge |
| 2007 | Supercanyeres                                | Chelsea Parker                    |              |
| 2009 | Knife Edge                                   | Flora                             |              |
| 2009 | St Trinian's 2: The Legend of Fritton's Gold | Chelsea Parker                    |              |
| 2010 | 4.3.2.1.                                     | Cassandra                         |              |
| 2010 | Huge                                         | Clarisse                          |              |
| 2010 | The Story of F***                            | Daisy                             |              |
| 2011 | Chalet Girl                                  | Georgie                           |              |
| 2013 | The Look of Love                             | Amber St. George / Fiona Richmond |              |
| 2013 | Justin and the Knights of Valour             | Lara (veu)                        |              |
| 2013 | Grand Piano                                  | Ashley                            |              |
| 2013 | The Lovers                                   | Laura Fennel                      |              |
| 2014 | Reina i pàtria                               | Ophelia                           |              |
| 2014 | Love, Rosie                                  | Sally                             |              |
| 2016 | Grimsby                                      | Carla                             |              |
| 2019 | Balance, Not Symmetry                        | Fiona Miller                      |              |

### Televisió
| Any  | Títol                                             | Paper                         | Notes                    |
| ---- | ------------------------------------------------- | ----------------------------- | ------------------------ |
| 2001 | The Mists of Avalon                               | Jove Morgana                  | Minisèrie                |
| 2002 | Napoléon                                          | Betsy Balcombe                | Minisèrie                |
| 2002 | Sir Gadabout: The Worst Knight in the Land        | Princesa Elenora/Ser Cavaller | Sèrie                    |
| 2003 | Hans Christian Andersen: My Life as a Fairytale   | Kate Dickens                  | Telefilm                 |
| 2004 | Sherlock Holmes and the Case of the Silk Stocking | Miranda Helhoughton           | Telefilm                 |
| 2006 | Mayo                                              | Patti Feathers                | "1.3"                    |
| 2006 | Silent Witness                                    | Hannah Duncan                 | "Supernova: Parts 1 & 2" |
| 2007 | The Abbey                                         | Tiffany                       | Pilot no comprat         |
| 2009 | Octavia                                           | Octavia Brennan               | Telefilm                 |
| 2009 | Trial & Retribution                               | Imogen                        | "Siren: Part 1"          |
| 2010 | Money                                             | Butch Beausoleil              | Minisèrie                |
| 2011 | Camelot                                           | Ginebra                       | Paper principal          |
| 2013 | The List                                          | Delilah                       | Telefilm                 |
| 2013 | Psychobitches                                     | Nancy Spungen                 | "1.4"                    |
| 2015 | Killing Jesus                                     | Claudia                       | Telefilm                 |